# جون دايفيد وينفيلد
جون دايفيد وينفيلد (بالإنجليزية: John David Wingfield)‏ هو ضابط أمريكي، ولد في 4 نوفمبر 1916، وتوفي في 8 مايو 1942.